# 竹南鎮
竹南鎮位於臺灣苗栗縣西北端，北側與新竹市相接。面積約為37.6平方公里，人口約有9.1萬人，每平方公里約2,400人，是苗栗縣面積最小、人口第二多、人口密度最高的行政區，也是臺灣人口第三大鎮。
竹南鎮早期發展核心位於中港一帶，可與他地沿岸港口往來貿易，商業蓬勃，其後隨著中港溪港口淤塞與縱貫線竹南車站的設立，發展重心轉移至三角店一帶。戰後原以塑膠、陶瓷、玻璃、大型成衣等勞力密集工業為主，1980年代後隨著大型工業區陸續開闢，提供大量就業機會，促使竹南鎮人口持續成長。境內有竹南工業區、大埔崎頂工業區、竹科竹南園區、廣源科技園區等工業園區，國衛院、苗北藝文中心等大型設施。

## 歷史
竹南鎮鎮名一詞最早出現於1798年，有關福建水師提督哈等奏摺即提到「淡防廳竹南保等鄉共應賑災戶九千八百八十八戶」，當時的「竹南」一詞是指淡水廳竹塹以南的轄區。
1661年（明永曆十五年），設置一府二縣，苗栗歸天興縣管轄。1670年（明永曆二十四年），有平埔原住民後壠社、中港社、新港仔社、貓裏社及加志閣社，合稱「後壠五社」，中港社為道卡斯族最早在竹南活動紀錄。1723年（清雍正元年），署淡水廳設中港庄各地村落雛型已成。1739年（清乾隆四年），泉州人林耳順等人開墾三角店、田寮等地。1785年（清乾隆五十年），中港庄鹽生莊文榜程文稟官。1786年（清乾隆五十一年），中港社土著移入番社庄（今中港里），人口逐漸增加，後形成中港舊街。道光年間為北部貿易重鎮。1887年（清光绪十三年），苗栗設縣，原中港、頭份包含整個中港溪地區當時尚屬新竹縣，以南地區劃為新設之苗栗縣。
1895年（清光绪二十一年），日本治台，竹南地區隸屬台北縣新竹支廳竹南一堡。1902年（明治三十五年）8月10日，縱貫線通車至此，設停靠站（鐵路車站）於三角店庄，距中港街約1公里餘，站名仍沿用中港（即今竹南車站）。1920年（大正九年），設新竹州竹南郡竹南庄，轄區包括原竹南一堡轄下的中港街、崎頂庄、口公館庄、大埔庄、營盤邊庄、三角店庄、鹽館前庄、公館仔庄及海口庄。三角店改名為竹南，並將庄治、郡治設於此。同時將車站更名為「竹南」。1939年（昭和十四年），竹南庄改制為街，為竹南街。
戰後1945年，改為新竹縣竹南區竹南鎮，並為區署所在地:(九)。1950年，竹南鎮改隸苗栗縣:(十)，下分21個里。之後境內里數歷經五次變更，至2008年起，竹南鎮共轄25個里。
歷年所屬行政區列表
| 起訖年份  | 行政區               |
| 1909~1915 | 新竹廳中港支廳中港區 |
| 1915~1920 | 新竹廳頭份支廳中港區 |
| 1920~1940 | 新竹州竹南郡竹南     |
| 1940~1945 | 新竹州竹南郡竹南街   |
| 1945~1950 | 新竹縣竹南區竹南鎮   |
| 1950~     | 苗栗縣竹南鎮         |

## 地理

### 位置
竹南鎮位於苗栗縣西北端，北隔鹽港溪與新竹市香山區連接，西臨臺灣海峽，東鄰頭份市，南隔中港溪與後龍鎮、造橋鄉相望。全境大多地處中港溪以北，僅公館里位於中港溪以南，全鎮面積37.5592平方公里，居苗栗縣最小。

### 地形
地形上可分為北部的台地、丘陵，和南部的中港溪沖積平原（或稱竹南沖積平原），沿海則有因冬季強勁季風搬運砂石而形成的沙丘。北部丘陵台地區約佔全鎮1/6，以海拔102公尺的尖筆山為制高點，台地南端以10多公尺高的階崖與沖積平原相接，台地上因地勢高，水源取得不易，原為看天田，1960年攔截峨眉溪的大埔水庫完工提供灌溉水源後，水田面積大幅增加。南部的沖積平原，地勢平坦，18世紀中葉隆恩圳開鑿後，即是竹南鎮的農業精華區，但昔日每逢颱風季，多遭水患之苦。海岸地帶的沙丘自崎頂里往南綿延至海口里，再往南，即中港溪以南的後龍鎮海岸砂丘。

### 氣候
竹南鎮氣候溫和，地理位置上西臨臺灣海峽，東望中央山脈，受海風影響而形成海洋性氣候。冬末氣溫逐漸回升時，伴隨連綿春雨而使雨量驟增，夏季常因低氣壓系颱風而造成週期性災害，入秋以後氣候逐漸轉為乾燥風涼，冬季則為東北季風時期:2。根據1995年至2004年竹南氣象測站資料顯示，竹南鎮的年均溫約為攝氏22.4度，月均溫最高為7月的28.6度，最低為1月的15.3度。年平均雨量約在1,300毫米至1,800毫米之間，2月至9月為雨季，期間各月雨量均高於100毫米；11月至次年1月為乾季。

### 人口
根據苗栗縣政府民政處及內政部戶政司統計，2024年底竹南鎮戶數約3.5萬戶，人口約9.1萬人，人口密度每平方公里約2,414人，是苗栗縣人口第二多、人口密度最高的行政區，是臺灣人口第三多、人口密度第二高的鎮，也是臺灣人口密度排行第八高的縣轄行政區。在新竹科學園區竹南園區設立後，提供大量就業機會，且竹南鎮地價較新竹市便宜，使其人口持續穩定成長，是苗栗縣轄下所有行政區中，人口成長最快速且穩定的地區。鎮內人口最多與最少的里分別是大埔里與公義里，2024年底兩里人口分別為6,871人與1,122人，其中大埔里也是苗栗縣人口最多的里，其他鎮內人口較多的里包括新南里、山佳里、大厝里、海口里。2024年底時，竹南鎮14歲以下人口佔比有15.19%，15至64歲人口佔比70.26%，65歲以上人口則佔比14.55%，老化指數約為95.80%，是苗栗縣人口最年輕的行政區，亦為臺灣唯一幼年人口多於老年人口的鎮。

### 族群分布
居民結構由客委會依「多重自我認定」準則抽樣調查，推估閩客比例約5:2。若依竹南鎮世居家族祖籍地調查，閩客比例約為15:1，和同為沿海四鎮的後龍、通霄、苑裡為苗栗縣少數閩南人占多數的區域。

## 政治

### 歷任首長
| 任次 | 姓名   | 黨籍       | 備註                                                                       |
| ---- | ------ | ---------- | -------------------------------------------------------------------------- |
| 1    | 鄭渭濱 |            |                                                                            |
| 2    | 鄭渭濱 |            |                                                                            |
| 3    | 鄭渭濱 |            |                                                                            |
| 4    | 陳國樑 |            |                                                                            |
| 5    | 陳國樑 |            |                                                                            |
| 6    | 林火順 |            |                                                                            |
| 7    | 林火順 |            |                                                                            |
| 8    | 楊景淋 |            |                                                                            |
| 9    | 楊景淋 |            |                                                                            |
| 10   | 蔡啟貞 |            |                                                                            |
| 11   | 蔡啟貞 |            |                                                                            |
| 12   | 葉財益 | 中國國民黨 |                                                                            |
| 13   | 葉財益 | 中國國民黨 |                                                                            |
| 14   | 康世儒 | 中國國民黨 |                                                                            |
| 15   | 康世儒 | 中國國民黨 | 當選第七屆補選立委                                                         |
| 15   | 范陽添 |            | 縣府農業處長代理                                                           |
| 16   | 謝清泉 | 中國國民黨 | 2011年10月29日病逝                                                         |
| 16   | 范陽添 |            | 代理                                                                       |
| 16   | 康世儒 | 無黨籍     | 2012年1月14日補選鎮長，2012年1月20日就職，同年11月13日遭判決當選無效定讞。 |
| 16   | 范陽添 |            | 代理                                                                       |
| 16   | 廖英利 |            | 代理                                                                       |
| 16   | 康世明 | 無黨籍     | 康世儒胞弟，2013年2月2日補選當選                                           |
| 17   | 康世明 | 無黨籍     |                                                                            |
| 18   | 方進興 | 中國國民黨 |                                                                            |
| 19   | 方進興 | 無黨籍     | 現任                                                                       |

### 鎮政組織
竹南鎮公所是竹南鎮最高層級的地方行政機關，在中華民國政府架構中為鎮自治的行政機關，同時負責執行縣政府及中央機關委辦事項，竹南鎮的自治監督機關為苗栗縣政府。鎮長由全體鎮民直接選舉產生，任期為四年，可連選連任一次。竹南鎮公所並置鎮政會議，為鎮政最高決策機構，在鎮長之下，設有5課4室等9個內部單位及7個附屬機關。
竹南鎮民代表會是竹南鎮的最高民意機關，代表竹南鎮全體鎮民立法和監察鎮政。鎮民代表由公民直選選出，任期為四年，可連選連任。竹南鎮民代表會共有13位鎮民代表，分別為第一選區3席鎮民代表、第二選區5席鎮民代表、第三選區3席鎮民代表、第四選區2席鎮民代表，主席、副主席由13位鎮民代表互選產生。

### 行政區
現今竹南鎮行政範圍的確立，來自於1920年，日本將臺灣十二廳改為五州二廳，設竹南庄屬新竹州竹南郡:67。竹南庄轄竹南、營盤邊、中港、鹽館前、海口、公館子、大埔、崎頂、口公館等9個大字。1939年，竹南庄改制為「竹南街」。1946年，改為「竹南鎮」，屬新竹縣竹南區。1950年調整行政區域，竹南鎮改隸新成立的苗栗縣:67。
竹南鎮共轄25個里，其行政區域分布情形為：
| 竹南鎮行政區劃 |        |      |        |      |        |      |        |      |        |
|                |        |      |        |      |        |      |        |      |        |
| 編號           | 里名   | 編號 | 里名   | 編號 | 里名   | 編號 | 里名   | 編號 | 里名   |
| 1              | 公舘里 | 2    | 大厝里 | 3    | 開元里 | 4    | 中港里 | 5    | 中華里 |
| 6              | 營盤里 | 7    | 竹南里 | 8    | 正南里 | 9    | 新南里 | 10   | 照南里 |
| 11             | 佳興里 | 12   | 聖福里 | 13   | 龍山里 | 14   | 山佳里 | 15   | 大埔里 |
| 16             | 頂埔里 | 17   | 公義里 | 18   | 崎頂里 | 19   | 天文里 | 20   | 龍鳳里 |
| 21             | 竹興里 | 22   | 中英里 | 23   | 中美里 | 24   | 海口   | 25   | 港墘里 |

### 區域立法委員
竹南鎮在中華民國區域立法委員劃分上屬於苗栗縣第一選舉區，該選區的範圍包括竹南鎮以及後龍鎮、造橋鄉、通霄鎮、西湖鄉、銅鑼鄉、三義鄉、苑裡鎮、銅鑼鄉、三義鄉等行政區，區域立法委員由該選區的公民直選而產生，任期為四年，無連任次數限制，現任區域立法委員為中國國民黨籍的陳超明。

## 經濟

### 竹南市區

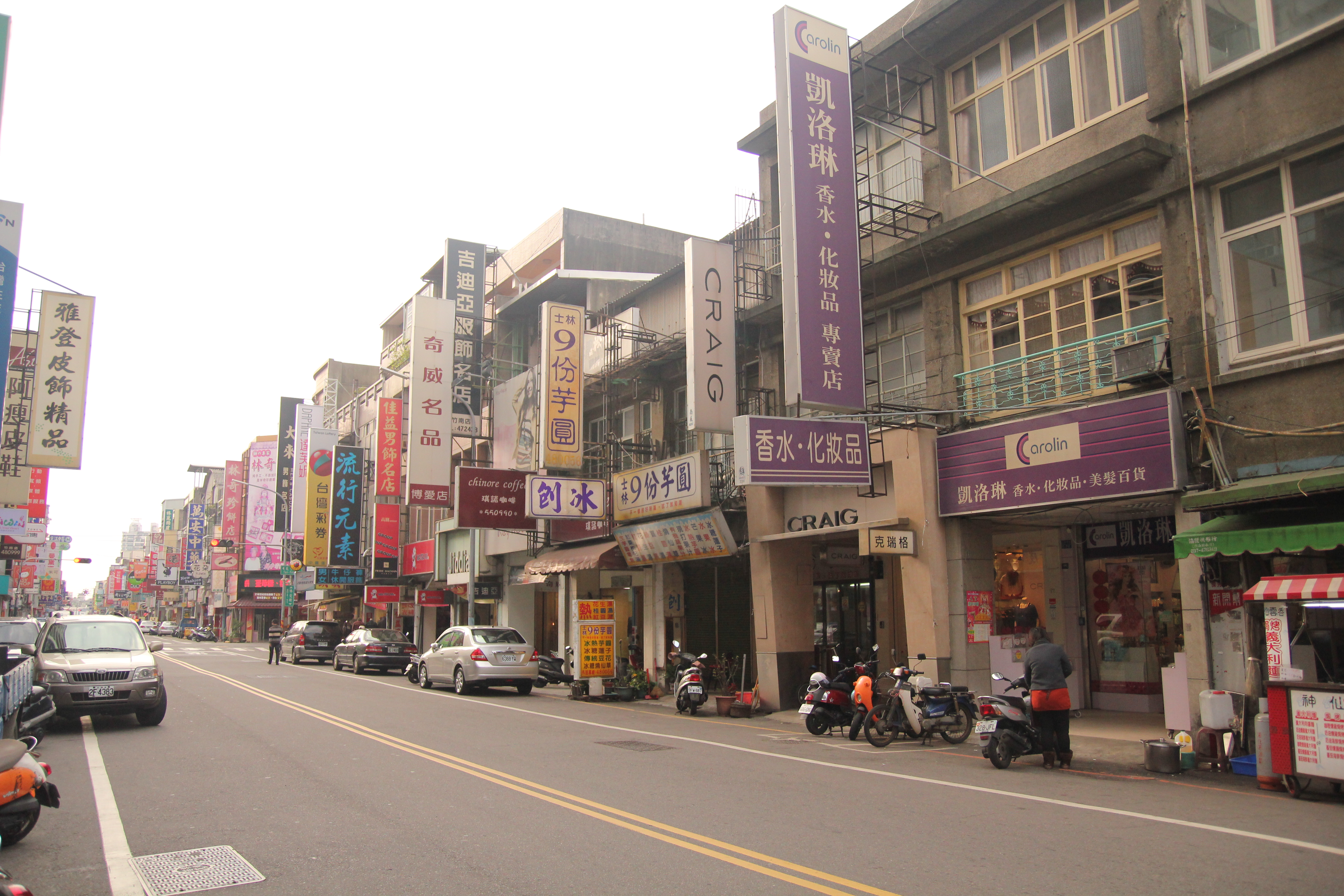
博愛街

竹南鎮最早發展的聚落是「中港街」，過去因位於海濱而有交通之便。後來1902年縱貫鐵道通車至此，設車站於三角店（距中港街1公里，但站名仍沿用中港之名），之後三角店繁榮漸超過中港。1920年三角店改名竹南，並將之作為竹南郡行政中心。同時，車站也改以竹南為名。竹南市區、車站緊鄰頭份市，隨著市區擴張，目前竹南、頭份被視為雙子城的結構。
竹南市區發展以竹南火車站前為核心區域，一直以來博愛街都是竹南市區最熱鬧的主要街道，佳瑪進口精品生活館及寶雅都在博愛街上。其發展較成熟的市區範圍以自由街、中山路、中正路、大營路為界，四條路所圍成的區域為發展較成熟的區域，但隨者不斷發展與擴張，市區機能的範圍也擴大至環市路一段、二段、三段內，其市區內則有長青公園與博愛公園。而環市路與光復路周邊則是近年來竹南市區發展較快速的地區，其中編號為省道台13甲線的竹南環市路，因為透過清寧橋與清寧橋地下道與頭份市中央路相連，形成兩鎮來往的最重要道路。
竹南市區原先存在的兩個地下道，當地人分別稱為北地下道與南地下道。南地下道由竹南環市路通往頭份市自強路，走自強路可通往頭份市區與國道一號頭份交流道，或轉維新路通往竹南東火車站；而北地下道則連接竹南鎮光復路與竹南鎮龍山路，由龍山路可轉台13線前往國道三號香山交流道或前往新竹市，或者走另外一邊通往台61線西濱快速道路，也可以上國道三號西濱交流道北上新竹市。而國道三號竹南交流道則位於連接台一線與台61線西濱公路的台一己線上。
此外，竹南市區走環市路也可接真如路與全天路通往跨越中港溪的德照橋，下橋後即為造橋鄉境內一個很重要的台1線與台13甲線路口，可轉往造橋市區、後龍鎮（台1線）或苗栗市（台13甲線）。
尖鼻山區曾有一座146.15公尺的「尖筆山」鐵道隧道，此一隧道的設計由紅磚砌成，包含洞門亦為磚砌的單線淨空隧道，於明治33年（西元1900年）動工興建，次年七月四日竣工。
目前竹南鎮人口成長率為全縣18個鄉鎮中最高，其次是頭份市。

### 發展概況

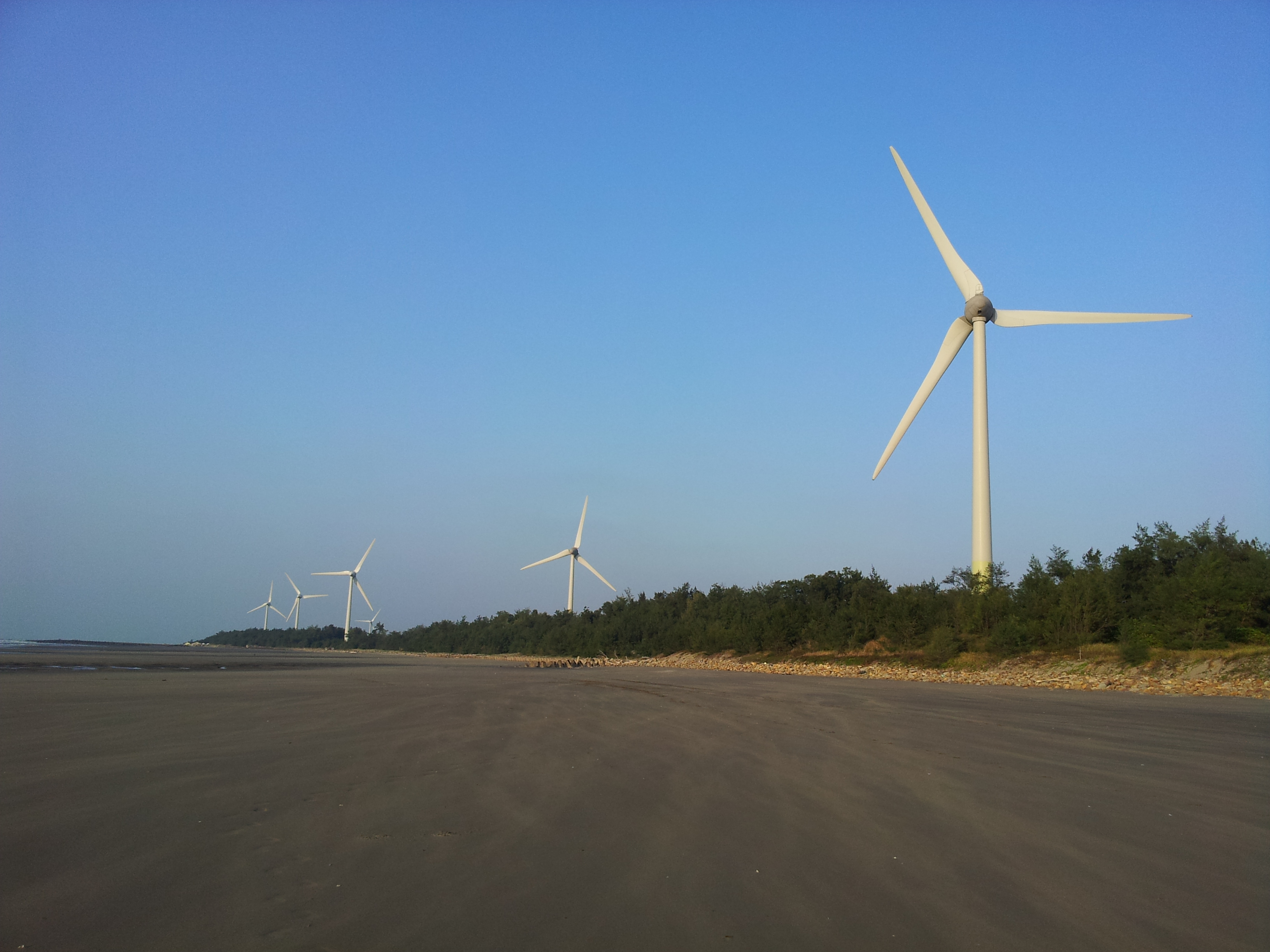
風力發電

- 新竹科學園區竹南基地(竹科竹南園區)：通稱為竹南科學園區，原土地是經濟部台灣糖業公司台糖養豬科學研究所土地。由行政院國家科學委員會管理。
- 竹南工業區：著名的工廠有台灣菸酒公司竹南啤酒廠，屬於國營事業。
- 台灣菸酒公司竹南啤酒廠製瓶廠：屬於國營事業，位於公教路、順興路之間，苗栗縣立照南國民中學南側門（公教路側門）對面，前源科技公司（原京元電子廠）的隔壁，高聳的古老水塔為其最顯著的建築物特徵暨地標。正申請變更為購物中心及大賣場專區，為竹南市區擴張指標案之一。
- 廣源科技園區：位於新竹科學園區竹南基地之正北方，近福爾摩沙高速公路香山交流道。
- 晉陞太空科技股份有限公司：臺灣首家民營航太火箭製造商和小型衛星發射服務提供商，由曾任美國國家航空暨太空總署、以及國家太空中心台灣工程師陳彥升在2016年創立。該公司開發輕型火箭，並進行商業火箭發射服務。首枚為試射型探空火箭飛鼠一號（Hapith I）。
- 台灣保來得股份有限公司：位於大埔里中埔街。從事汽機車工具、3C產品、電腦週邊、電動工具等零件製造，年營業額逾五十億。深受蘋果公司青睞，為iphone手機關鍵零件重要合作廠商。
- 四方鮮乳廠：民營畜牧場，已轉型為中台灣著名的酪農業觀光工廠。位於福爾摩沙高速公路和尖筆山之西方，東崎頂之小山坡地上。

## 宗教

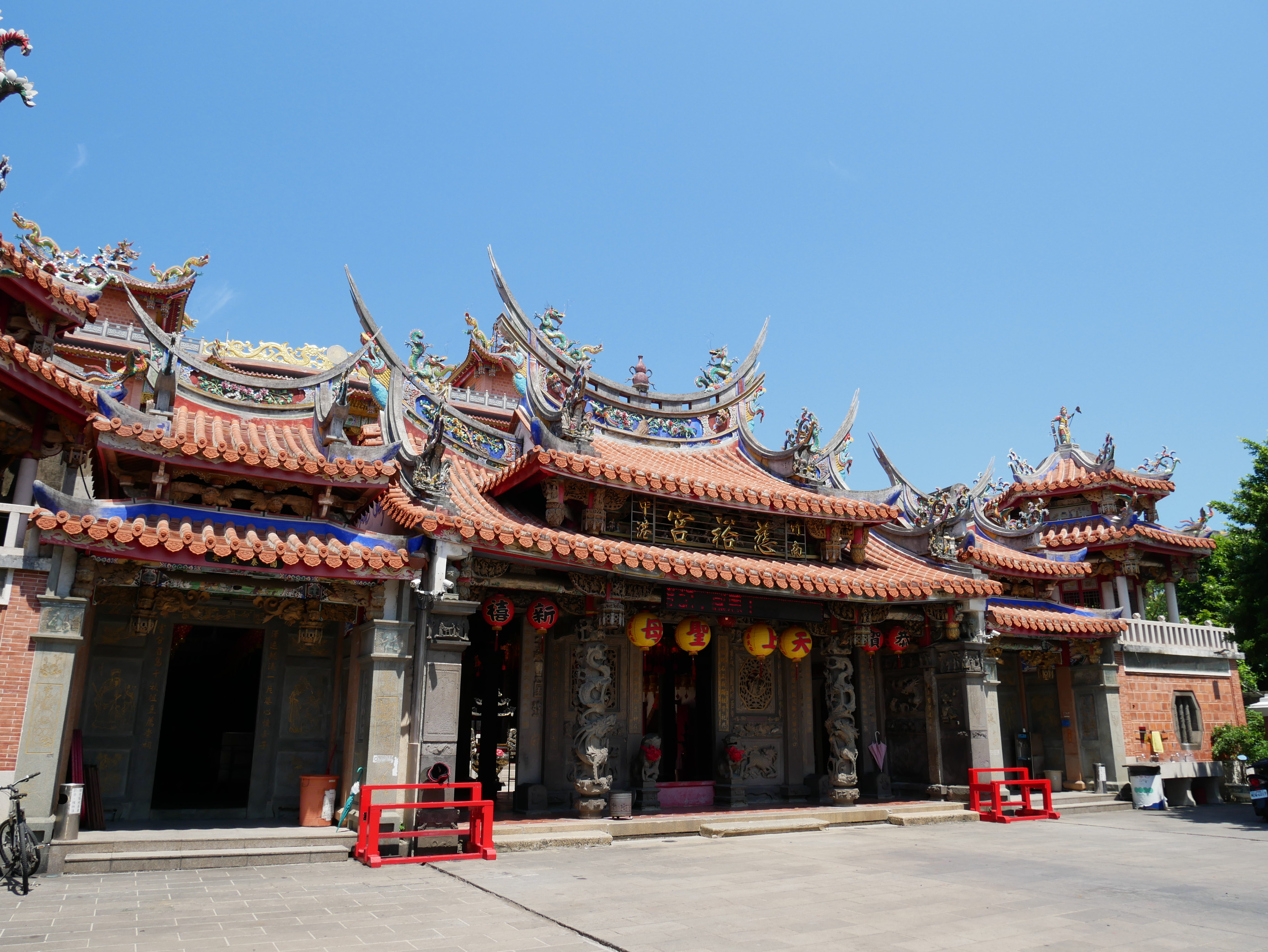
中港慈裕宮

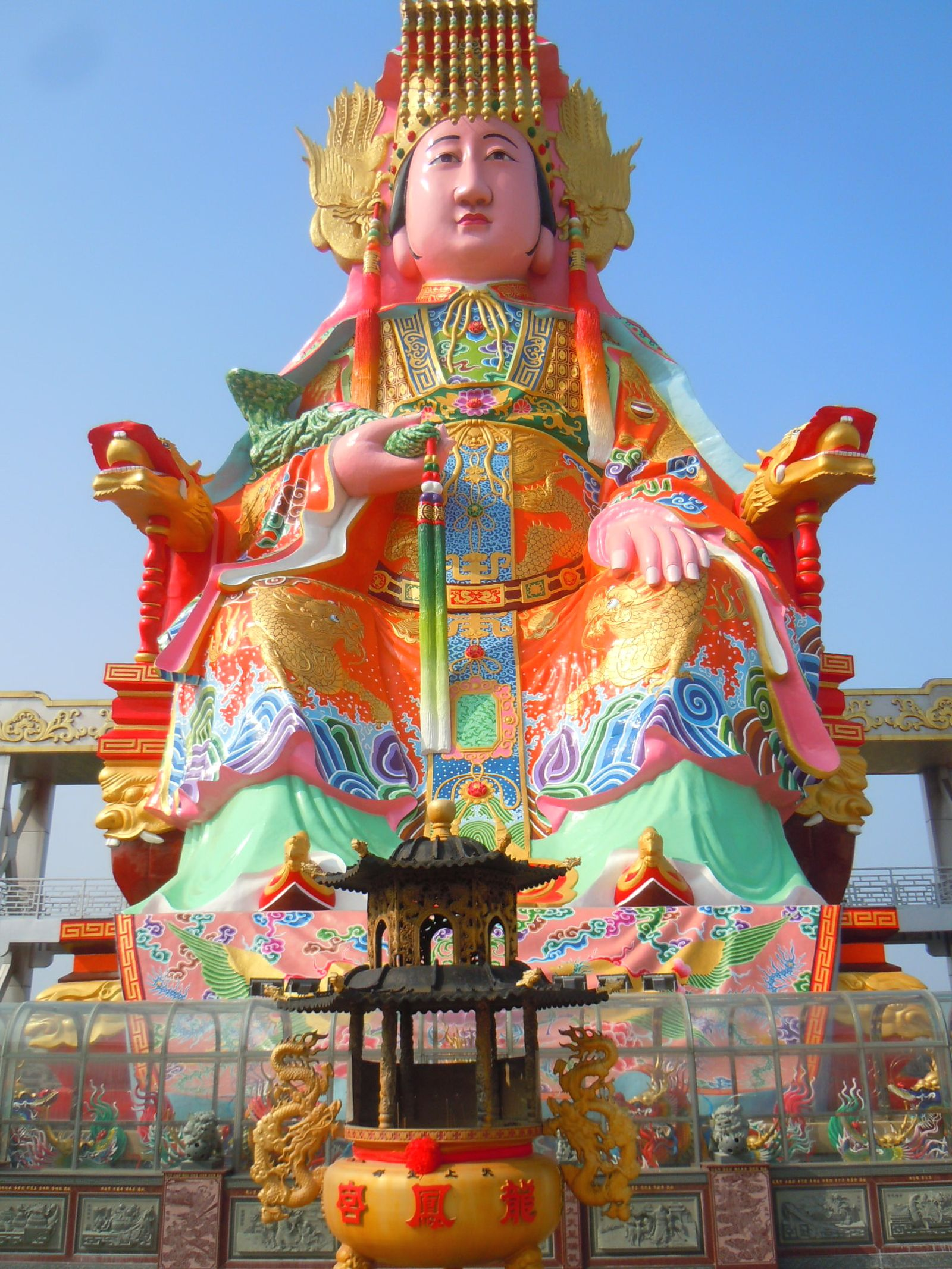
后厝龍鳳宮

- 中港慈裕宮：位於中美里。1985年內政部公告為國家三級古蹟，主祀天上聖母，俗稱內媽祖。「中港」為竹南舊名，該廟在1783年（乾隆四十八年）遷至今竹南鎮開元里處重建，當時具有相當規模。在1826年（道光六年）因地方常發生漳州、泉州械鬥事件，該廟宇遭受焚毀，1838年（道光18年）乃於現址重新修建。每年於元宵節皆舉辦炸邯鄲系列活動，與臺東炸寒單形式略有不同。
- 后厝龍鳳宮：位於龍鳳里，主祀天上聖母，以136尺大媽祖神像著名，俗稱外媽祖，明末清初泉漳移民來台初建於海濱，清乾隆20年(西元1755年)，因原址近鄰海岸常因風沙躉積而傾頹。移建於崙仔頂(天文里13鄰)，至清嘉慶14年(西元1809年)，後厝庄因故發生泉漳械鬥又遭海盜襲擊後，各庄信眾商議遷至大坵園(龍鳳里12鄰現址)永久奉祀，每年元宵舉辦特殊的「乞龜」活動。
- 竹南水興宮：位於山佳里，全台灣最高的太子神像,主要供奉通天大元帥哪吒三太子、大太子金吒元帥、二太子木吒元帥、福德正神、畢府王爺、金府王爺、北極玄天上帝、雷震子元帥、斗姥元君、文昌帝君、文財神爺。
- 竹南五穀宮：位於新南里，主祀五谷王。在1797年（清嘉慶二年）即已創建。現為竹南、頭份、造橋閩、客居民信仰中心。
- 竹南福龍宮：位於大埔里，主祀李哪吒。另有大太子金吒、二太子木吒。
- 頂廟保民宮：位於正南里，主祀福德正神。1740年（清乾隆五年）即已創建。每年元宵有借「發財金」、立春有「摸春牛」等活動。
- 塭內德勝宮：位於港墘里，主祀朱、李、池三府王爺，同治九年（1870年）建。
- 竹南聖教會：位於中華里，於中港地區唯一教會。

## 民俗活動

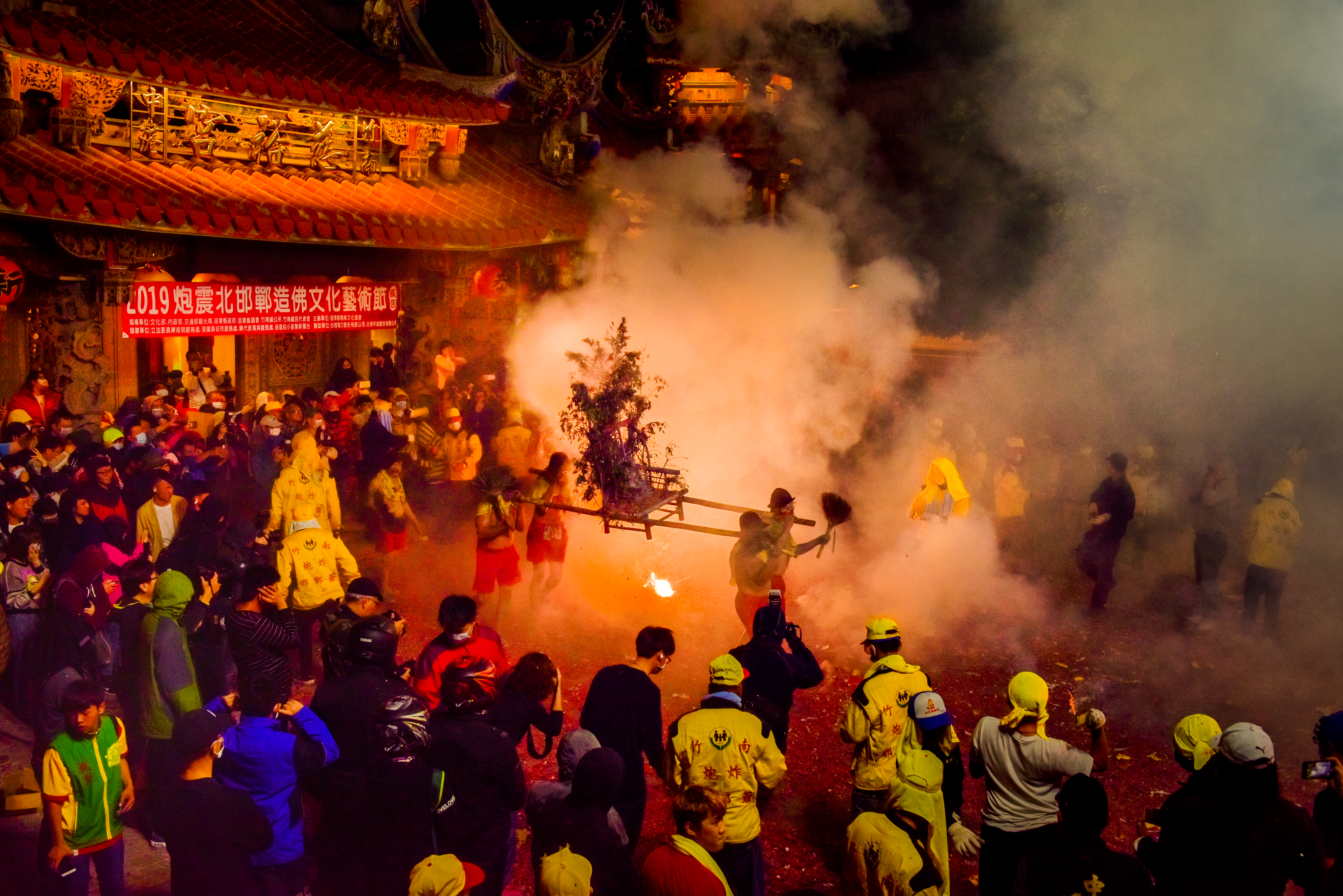
炮炸邯鄲爺

每年農曆正月十五日元宵節，竹南中港及竹南市區道路都有炮炸邯鄲爺的活動，俗稱「造佛」。竹南中港炮炸邯鄲爺與臺東炮炸寒鄲爺作法不同，臺東只有一個人站在轎子上讓人丟下鞭炮；竹南中港則是把榕樹葉子帶葉梗綁在轎子上，四個人扛轎用長竹竿綁鞭炮來炮炸。活動地點包括各個宮廟及竹南市區重要道路。
每年四月八日頭份市舉辦四八文化斗燈節活動的隔日，遊行車隊及陣頭會繞境到竹南市區道路上。
每年農曆五月五日端午節，竹南中港都有「洗港」活動，主要在中港溪出海口舉行，另外在各宮廟及中港地區道路都有祭典，同時也舉辦龍舟錦標賽。
每年農曆七月十五日中元節過後的七月十七日，中港慈裕宮會舉辦放水燈活動。放水燈前都會請藝閣花車遶境，最後到中港溪出海口施放。
每年農曆七月三十日地藏菩薩佛辰，全竹南鎮的市區道路舉行繞境祈福活動儀式，從下午白天開始繞境至晚上繞境到普覺堂為止。

## 教育及學術

### 圖書館
- 竹南鎮立圖書館[23]：位於竹南鎮公所旁，又稱竹南鎮立博文圖書館，舊稱竹南鎮立萬春圖書館。
- 李科永紀念圖書館[24]：位於竹南運動公園的西側入口處近旁。

### 研究機構
- 財團法人國家衛生研究院
- 財團法人農業科技研究院

### 高級中等學校
- 國立竹南高級中學
- 苗栗縣立大同高級中學
- 苗栗縣私立君毅高級中學
- 苗栗縣私立中興高級商工職業學校

### 國民中學
- 苗栗縣立竹南國民中學
- 苗栗縣立照南國民中學
- 苗栗縣立大同高級中學國中部
- 苗栗縣私立君毅高級中學附設國中部

### 國民小學
- 苗栗縣竹南鎮竹南國民小學
- 苗栗縣竹南鎮山佳國民小學
- 苗栗縣竹南鎮海口國民小學
- 苗栗縣竹南鎮新南國民小學
- 苗栗縣竹南鎮大埔國民小學
- 苗栗縣竹南鎮竹興國民小學
- 苗栗縣竹南鎮頂埔國民小學
- 苗栗縣竹南鎮照南國民小學

## 交通

### 鐵路

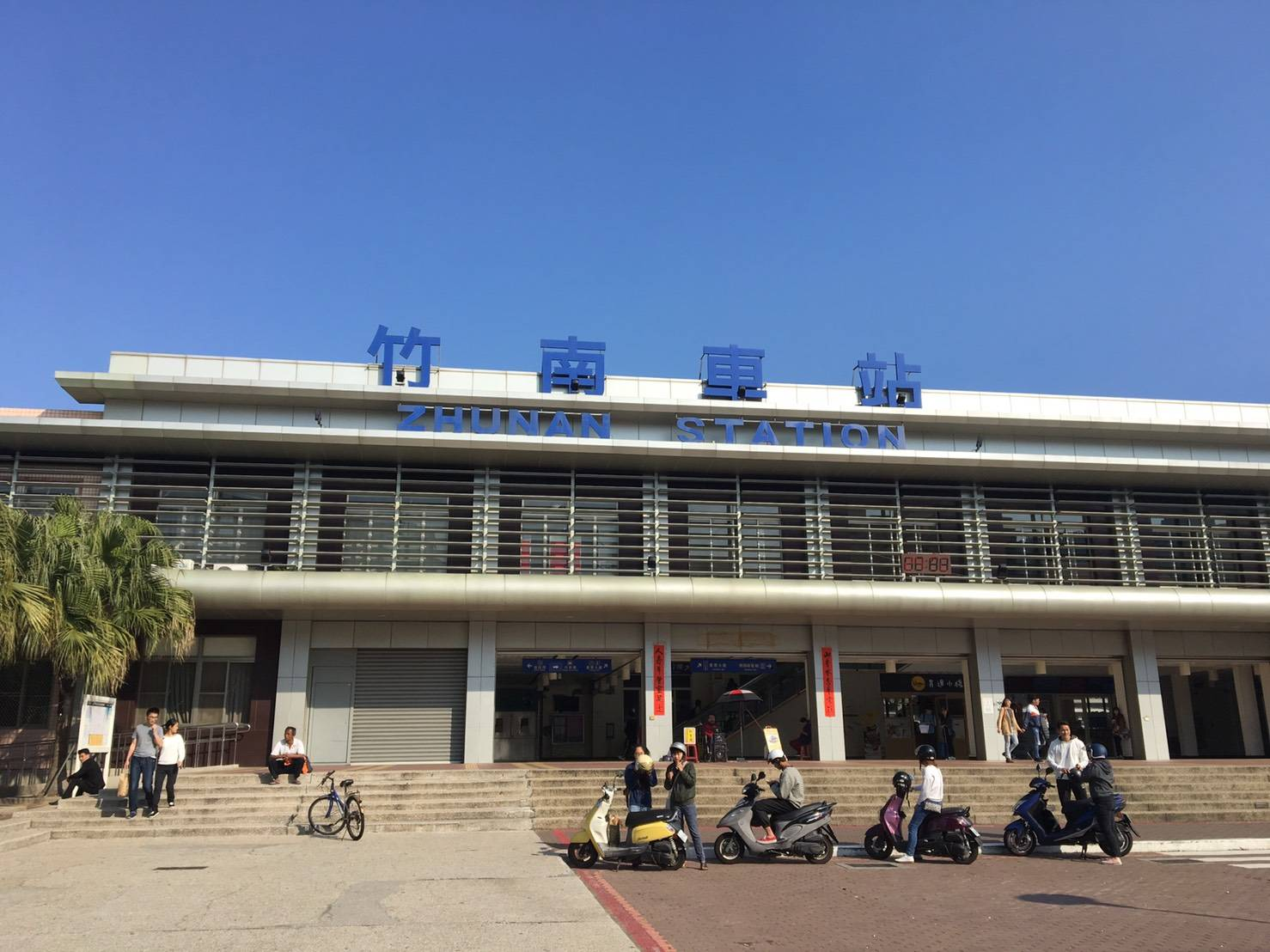
竹南車站

臺灣鐵路公司
- 縱貫線：崎頂車站 - 竹南車站
- 海岸線：竹南車站
- 臺中線：竹南車站

### 公路
- 福爾摩沙高速公路
  - 香山交流道（109）位於竹南鎮和新竹市香山區交界。
  - 西濱交流道（115，連接台61線）
  - 竹南交流道（119）
- 台1線
  - 台1己線（竹南聯絡道）
- 台13線
  - 台13甲線
- 台61線
  - 崎頂平交匝道（87）
  - 天祥平交匝道（89）
  - 龍鳳平交匝道（90）
  - 西濱交流道（90，連接福爾摩沙高速公路）
  - 博愛平交匝道（91）
  - 復興平交匝道（92）
  - 竹南平交匝道（93）
- 縣道124號：仁德路、迎薰路、中正路、光復路、環市路一段地下道、東平路。

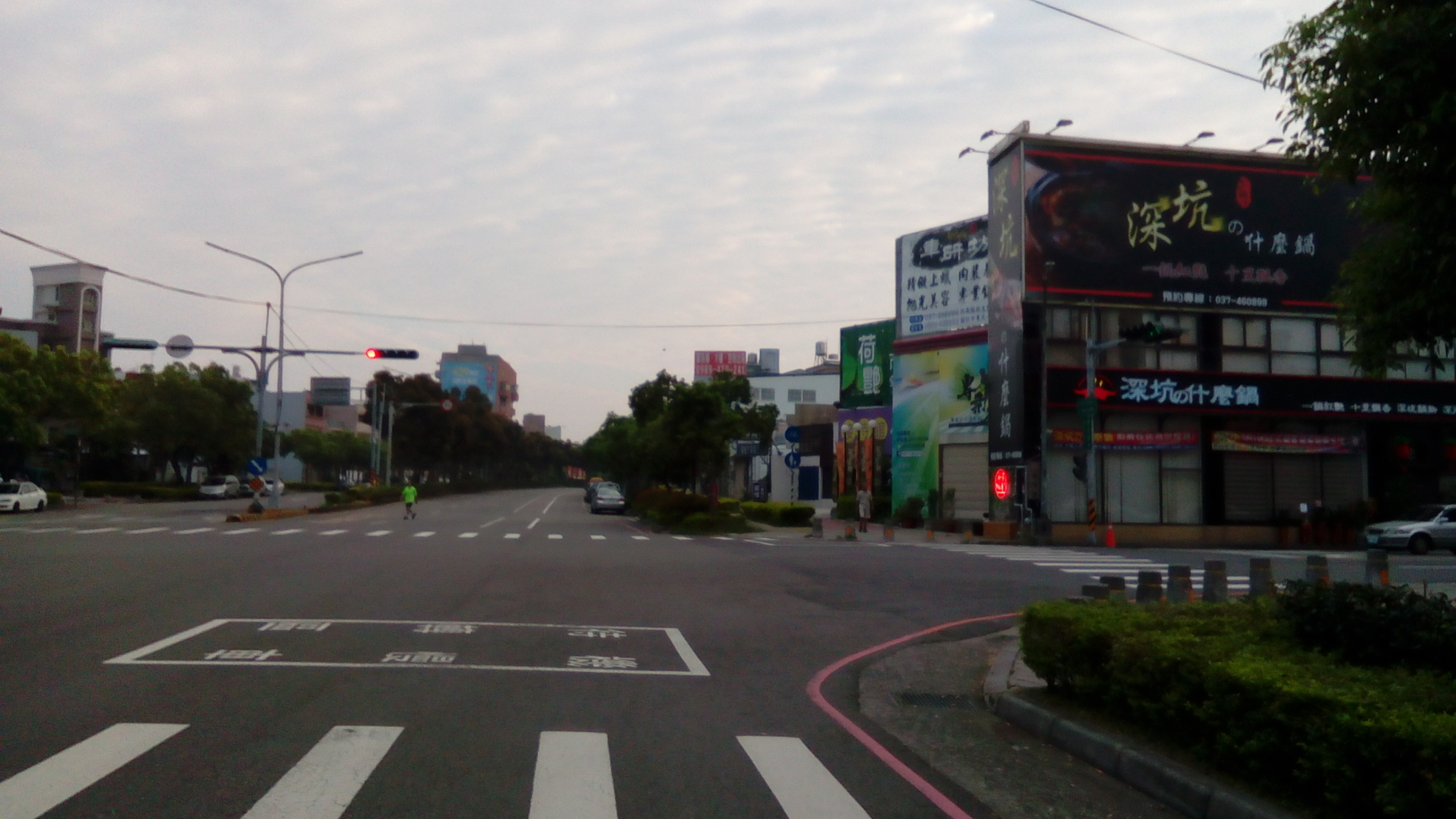
清晨的竹南市區街道—環市路

### 公車客運
| 編號  | 經營業者 | 區間                                         | 備註                 |
| ----- | -------- | -------------------------------------------- | -------------------- |
| 101   | 金牌客運 | 竹南科學園區－高鐵苗栗站－雪霸國家公園管理處 | 高鐵苗栗站快捷公車。 |
| 101A  | 金牌客運 | 竹南科學園區－高鐵苗栗站                     | 高鐵苗栗站快捷公車。 |
| 1823  | 國光客運 | 台北－竹南(經頭份)                           | 屬於國道客運。       |
| 1823A | 國光客運 | 台北－林口長庚－竹南(經頭份)                 | 屬於國道客運。       |
| 5803  | 苗栗客運 | 新竹－竹南－頭份－造橋－高鐵苗栗站－苗栗     |                      |
| 5804  | 苗栗客運 | 竹南東站－頭份－大南埔－南庄                   |                      |
| 5805  | 苗栗客運 | 竹南－南庄                                     | 台灣好行南線         |
| 5806  | 苗栗客運 | 新竹－南庄                                     |                      |
| 5810  | 苗栗客運 | 竹南－大埔壩－富興                           |                      |
| 5811  | 苗栗客運 | 竹南－海寶里－後龍                           |                      |
| 5813  | 苗栗客運 | 頭份－後庄－海口里                               |                      |
| 5823  | 苗栗客運 | 新竹－竹南                                   |                      |

### 公共自行車
苗栗縣公共自行車租賃系統於2018年開始營運，竹南鎮於2018年7月5日啟用YouBike 1.0系統，2022年8月25日起引進YouBike 2.0系統。
截至2024年12月6日，YouBike 1.0系統與2.0系統已分別在竹南鎮設有15個與33個租賃站點。

## 旅遊

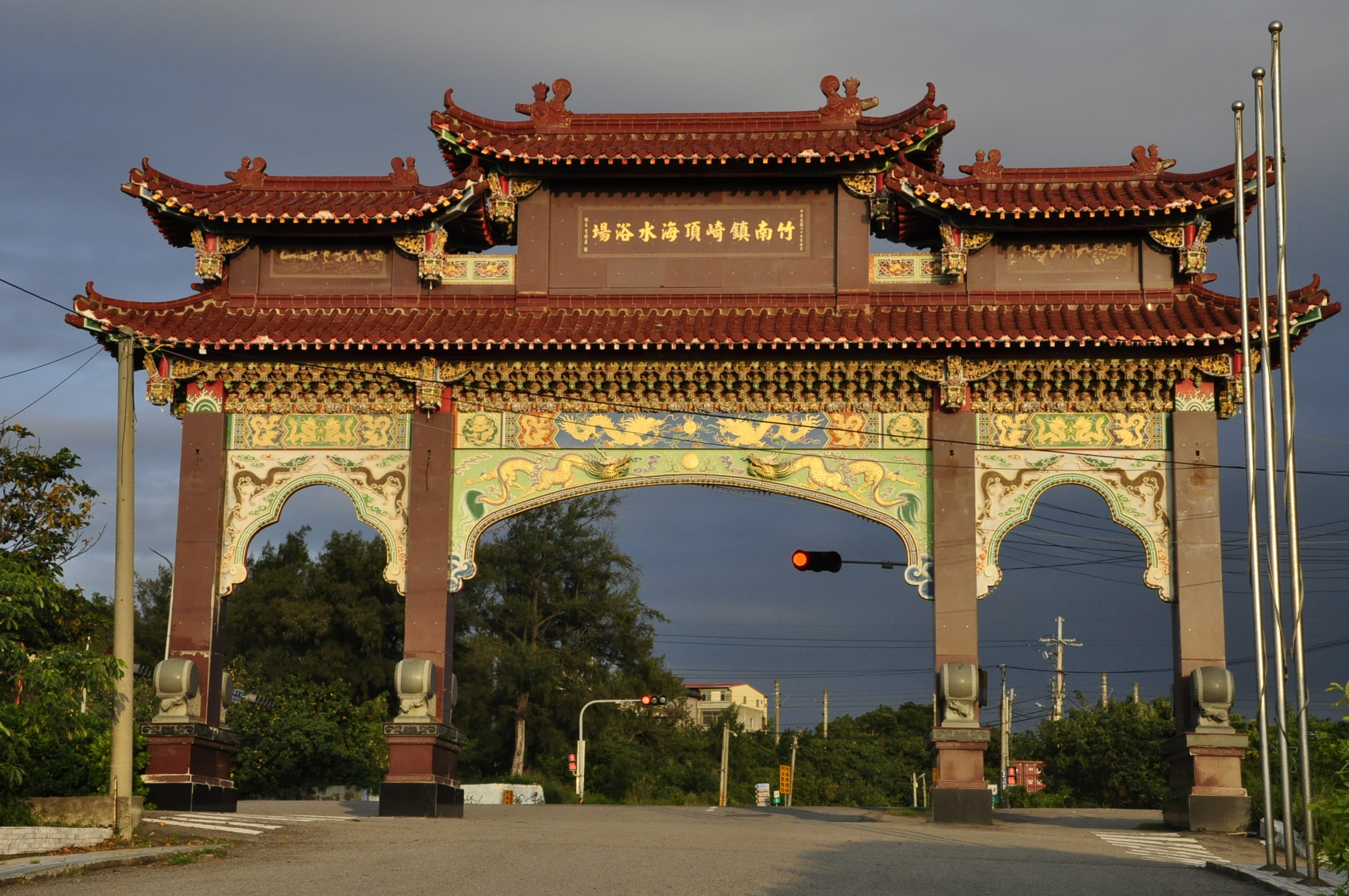
竹南崎頂海水浴場

- 苗北藝文中心：位於公園路206號，公園路與永貞路路口處。
- 竹南運動公園：位於新南里。曾舉辦2011年台灣燈會。內設有操場、網球場、籃球場、李科永圖書館及高標準溫水游泳池。
- 竹南獅山親子公園：位於大厝里。苗栗第二座親子公園，全台首創大型火炎山地景溜滑梯，加上攀岩牆、沙坑、攀爬塔、共融蹺蹺板、極限飛輪及戲水池等遊具。
- 竹南鎮立美術館：位於中正路鎮公所旁，博文圖書館地下室。
- 竹南有機市民農園：位於國泰路底、中港溪畔。
- 台灣菸酒公司竹南復興啤酒廠：位於崎頂里。台灣啤酒北部主要供銷。
- 國泰玻璃觀光工廠：位於新南里崁頂街上，在通過鐵路下方的隧道旁，有條小路可進去。
- 冠軍建材綠色磁磚觀光工廠：位於大埔里。
- 竹南蛇窯：位於公館里，由知名陶藝家林添福與其兒子與媳婦林瑞華夫婦共同經營主持。
- 福祿壽工房（張益銘民俗藝術工坊）：位於中港里，金銀紙及民俗工藝產業洗禮。介紹竹南往昔金色中港、地下銀行稱號歷史及工藝匠法。
- 天仁茶園：位於頂埔里。是品茗及瞭解製茶產業過程的好去處。
- 豐田農場：位於公義里。
- 四方牧場：位於崎頂里東崎頂，從竹南正覺路上轉入另外一條小路再走500公尺後可達。
- 雙口牧場馬術俱樂部：位於大埔里相思林。
- 尖筆山：高102公尺，竹南鎮最高點。18世紀後期的林爽文事件中，林爽文在附近的老衢崎被官方捕獲。乙未戰爭時，義軍亦據此地激烈抗日，稱為尖筆山之役。並建有義軍抗暴紀念碑，以紀念徐驤。 福爾摩沙高速公路闢建後，山側被切穿為二。
- 龍神碑：在山頂第四公墓附近設立，日治至今石碑依然屹立。
- 老衢觀海（崎頂鐵道文化園區）：位於崎頂里清天泉。包含崎頂車站及子母隧道，二次大戰遺址，牆沿仍留有美軍攻擊在台日軍的彈痕。現設有一平台，可遠眺壯麗台灣海峽。入口處有一棵相思樹。崎頂車站為舊式老火車站，令人思幽古之情。
- 崎頂渡假村（海水浴場）：位於崎頂里。1931年，竹南庄役所設立，戰後因設海防保護區而停業。1963年爲配合觀光建設，竹南鎮公所經報奉准開放，1988年，鎮公所委外經營。
- 龍鳳漁港（自行車步道）：位於龍鳳里。設有漁貨直銷中心，可購置新鮮魚獲。亦有「牽罟」活動，令遊客體驗古早味捕魚方式。旁有景觀橋，夜間綻放霓虹，每年七夕情人節皆有舉辦海洋音樂會等活動。
- 竹南濱海森林遊憩區：台灣西部保留最完整的海岸防風林之一，高大的木麻黃林，鋪設有賞海用步行木棧道。龍鳳漁港以南至中港溪口海岸，由南到北為長青湖、長青之森、親子之森、假日之森。是單車、健行、踏浪、賞海、騎馬、拍婚紗的好去處。
- 紫斑蝶生態館：於親子之森內，需事先預約參觀。竹南是台灣特有亞種斯氏紫斑蝶的重要棲地，每年4、5月間在林中繁殖數量驚人，冬季前至南部渡冬，3、4月後漸次北返回棲地產卵。北返路程期間並於高雄美濃、雲林林內等等多地受到環保人士保護。
- 竹南鎮垃圾衛生掩埋場（環保公園）：位於港墘里，西濱公路及竹南交流道旁。為全台經營最良善焚化場。
- 中港溪紅樹林濕地生態區：位於港墘里。有水筆仔及彈塗魚、招潮蟹、夜鷺、黃頭鷺、小白鷺、蒼鷺生態，適合親子生態及賞鳥教學。
- 官義渡紀念公園：中港溪出海口，設有官義渡紀念碑，紀錄日治時期觀鯨魚入港翻船事件。每年中元有放水燈活動，有別於基隆中元祭。
- 中港溪堤防：位於港墘里一帶，每年端午皆舉辦賽龍舟比賽。
- 竹南夜市 ：位於市區，博愛街與民族街交接處，各類小吃應有盡有。
- 中港夜市 (每週三)：位於中港派出所附近。
- 國泰夜市 (每週六)：昔位於舊國泰塑膠廠附近，經暫改於龍鳳停車場、龍鳳漁港停車場後，三遷至如今的獅山親子公園。於2025年7月5日起，四遷至和興路普覺堂旁。

## 特產
- 牛奶、土雞
- 崎頂西瓜、崎頂草莓、火龍果、啤酒、香菸、金銀紙

## 註解
1. ↑  人口僅次於竹東鎮、草屯鎮，人口密度僅次於羅東鎮。

## 外部連結
- 苗栗縣竹南鎮公所全球資訊網 （页面存档备份，存于）（繁體中文）
- 國科會竹南科學園區簡介 （页面存档备份，存于）（繁體中文）
- 苗北藝文中心 （页面存档备份，存于）（繁體中文）
- 台灣囝仔在竹南 （页面存档备份，存于）（繁體中文）